# Anthorrhiza
Anthorrhiza es un género con nueve especies de plantas con flores perteneciente a la familia Rubiaceae. Es originario de Papúa Nueva Guinea.

## Especies
- Anthorrhiza areolata
- Anthorrhiza bracteosa
- Anthorrhiza caerulea
- Anthorrhiza camilla
- Anthorrhiza chrysacantha
- Anthorrhiza echinella
- Anthorrhiza mitis
- Anthorrhiza recurvispina
- Anthorrhiza stevensii